# Ukrajinska demokratska alijansa za reformu
UDAR Vitalija Klička (ukr. УДАР Віталія Кличка), puno ime: Ukrajinska demokratska alijansa za reformu (ukr. Український демократичний альянс за реформи), ukrajinska politička stranka čiji je osnivač i predsjednik Vitalij Kličko, bivši profesionalni boksač teške kategorije. Stranka je pravni nasljednik Političke stranke »Europska prijestolnica« (ukr. Політична партія «Європейська столиця»), koja je registrirana u ožujku 2005. Pod sadašnjim imenom stranka je osnovana 24. travnja 2010., a osnova za njezino formiranje bila je lokalna politička koalicija u Kijevu pod nazivom Blok Vitalija Klička.
Stranka ima proeuropsku platformu, a jedan od glavnih proklamiranih ciljeva je borba protiv korupcije. Na međunarodnoj razini UDAR je surađivao s Kršćansko-demokratskom unijom Njemačke (CDU).

## Vanjske poveznice
- Službena stranica